# Поль Андреота
Поль Андреота (фр. Paul Andréota; 11 грудня 1917, Ла-Рошель — 14 листопада 2007, Ла-Рошель, Франція) — французький письменник та сценарист, відомий під літературним псевдонімом «Поль Венс».

## Життєпис
Поль Андреота народився 11 грудня 1917 року в Ла-Рошелі. Після смерті батька переїхав до Парижа. Закінчив Вищу нормальну школу.
Під час Другої світової війни мешкав у Марселі.
Пізніше працював журналістом у низці паризьких газет. Більше відомий як сценарист та автор детективних романів.
Як сценарист багато працював у Голлівуді. Писав як сценарії, так і адаптації та діалоги. Створив близько 40 сценаріїв до фільмів, співпрацюючи з відомими режисерами. У 1968 році, продовжуючи писати для театру, повернувся до літератури. У цей час він також писав сценарії та діалоги для телесеріалів «Комісар Мулен» і «Марі Первенш». Пізніше під псевдонімом Поль Венс опублікував два кримінальні романи для французького журналу «Le Masque».

## Фільмографія
Сценарист
- 1964 — «Чорний тюльпан»